# Письмо Биксби

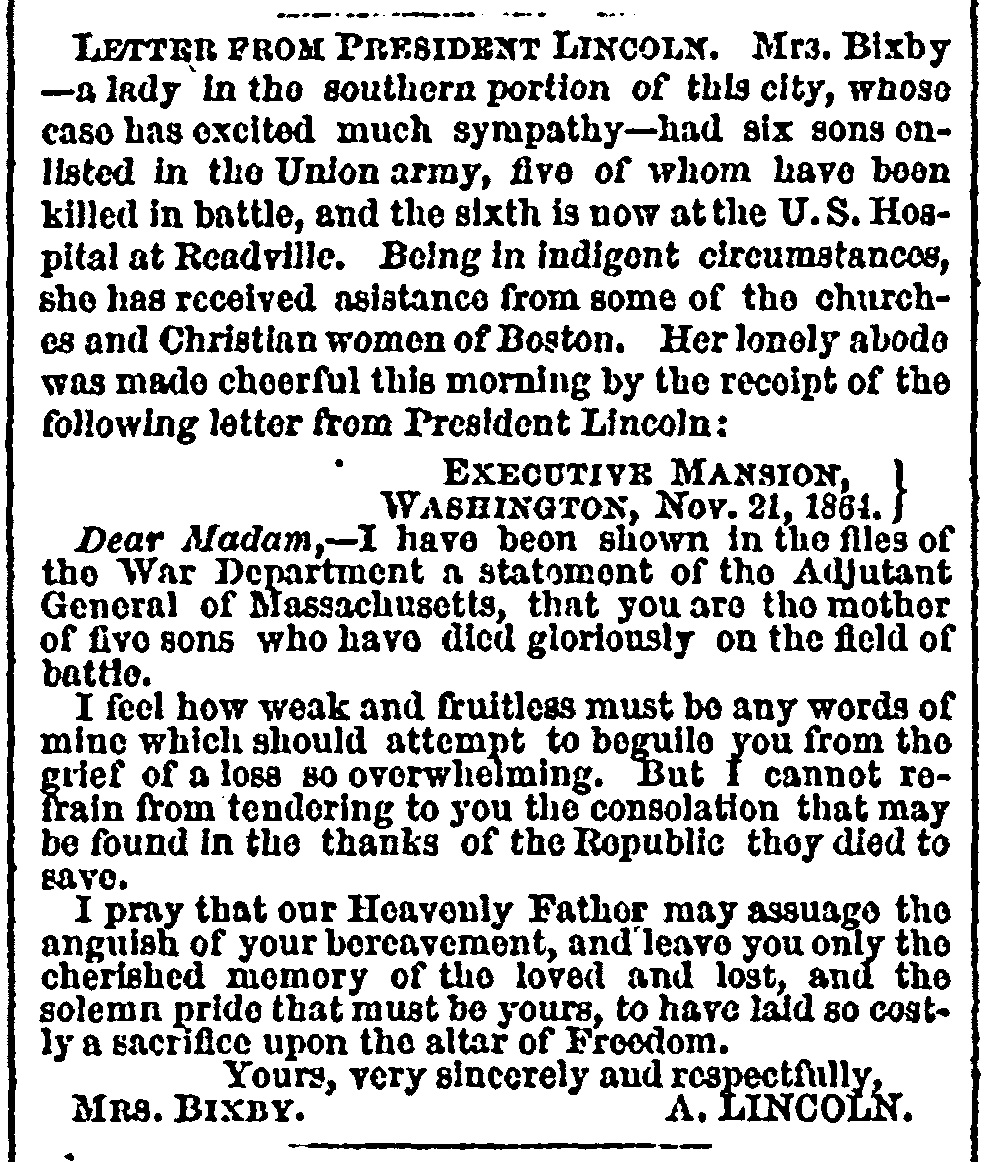
Письмо Биксби в Бостонской вечерней газете

Письмо Би́ксби — краткое, утешительное послание, посланное президентом США Авраамом Линкольном в ноябре 1864 года Лидии Паркер Биксби, вдове, живущей в Бостоне, штат Массачусетс, которая, как считалось, потеряла пятерых сыновей в армии Союза во время гражданской войны в США. Наряду с Геттисбергской речью и его второй инаугурационной речью, письмо было высоко оценено как одна из лучших письменных работ Линкольна и часто воспроизводится в мемориалах, средствах массовой информации и печати.
Ведутся споры вокруг адресата, судьбы сыновей Биксби и авторства письма. Заявления Биксби были подвергнуты сомнению, так как считается, что два её сына пережили войну, и письмо, возможно, было написано помощником личного секретаря Линкольна Джоном Хэем.

## Текст

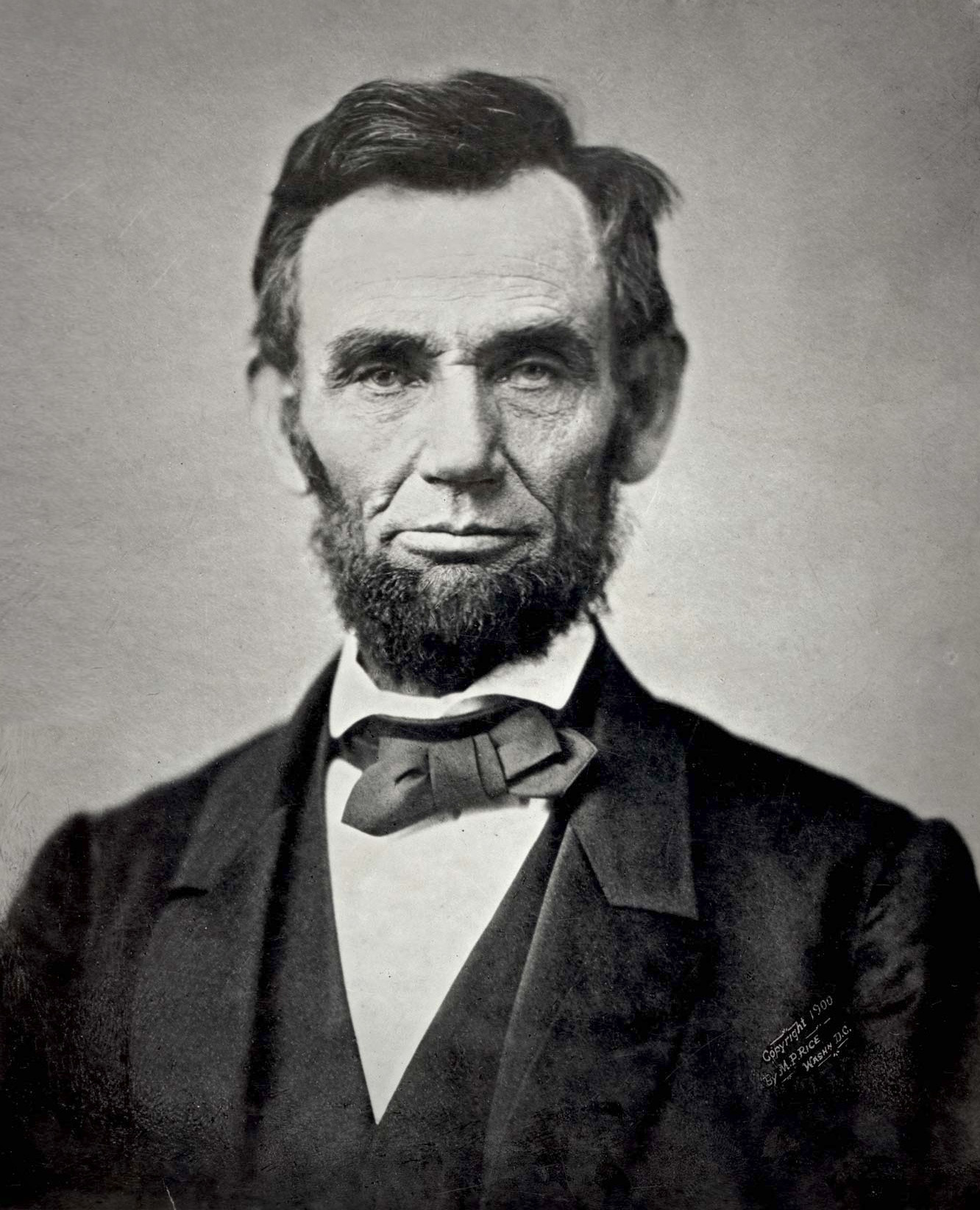
Авраам Линкольн, 16-й президент Соединенных Штатов Америки

Письмо президента Линкольна с соболезнованиями было доставлено Лидии Биксби 25 ноября 1864 года и в тот же день было напечатано в Бостонской вечерней газете и «Boston Evening Traveller». Ниже приводится текст письма в том виде, в каком оно было впервые опубликовано:
Представительский Особняк, 

Вашингтон, Ноябрь. 21, 1864. 

Уважаемая госпожа, 

Мне показали заявление генерал-адъютанта Массачусетса о том, что вы являетесь матерью пятерых сыновей, которые славно погибли на поле боя. 

Я чувствую, как слабы и бесплодны должны быть все мои слова, которые попытаются отвлечь вас от столь сокрушительной утраты. Но я не могу удержаться от того, чтобы не предложить вам утешение, которое можно найти в благодарности за республику, ради спасения которой они погибли. 

Я молюсь о том, чтобы наш Небесный Отец смягчил боль вашей утраты и оставил вам только заветную память о любимых и потерянных, а также торжественную гордость, которая должна быть вашей, что принесли столь дорогую жертву на алтарь свободы. 

Ваш, очень искренне и с уважением, 

А. Линкольн. 

Миссис Биксби.
Washington, Nov. 21, 1864. 

Dear Madam, 

I have been shown in the files of the War Department a statement of the Adjutant General of Massachusetts that you are the mother of five sons who have died gloriously on the field of battle. 

I feel how weak and fruitless must be any words of mine which should attempt to beguile you from the grief of a loss so overwhelming. But I cannot refrain from tendering to you the consolation that may be found in the thanks of the Republic they died to save. 

I pray that our Heavenly Father may assuage the anguish of your bereavement, and leave you only the cherished memory of the loved and lost, and the solemn pride that must be yours to have laid so costly a sacrifice upon the altar of Freedom. 

Yours, very sincerely and respectfully, 

A. Lincoln. 

## История

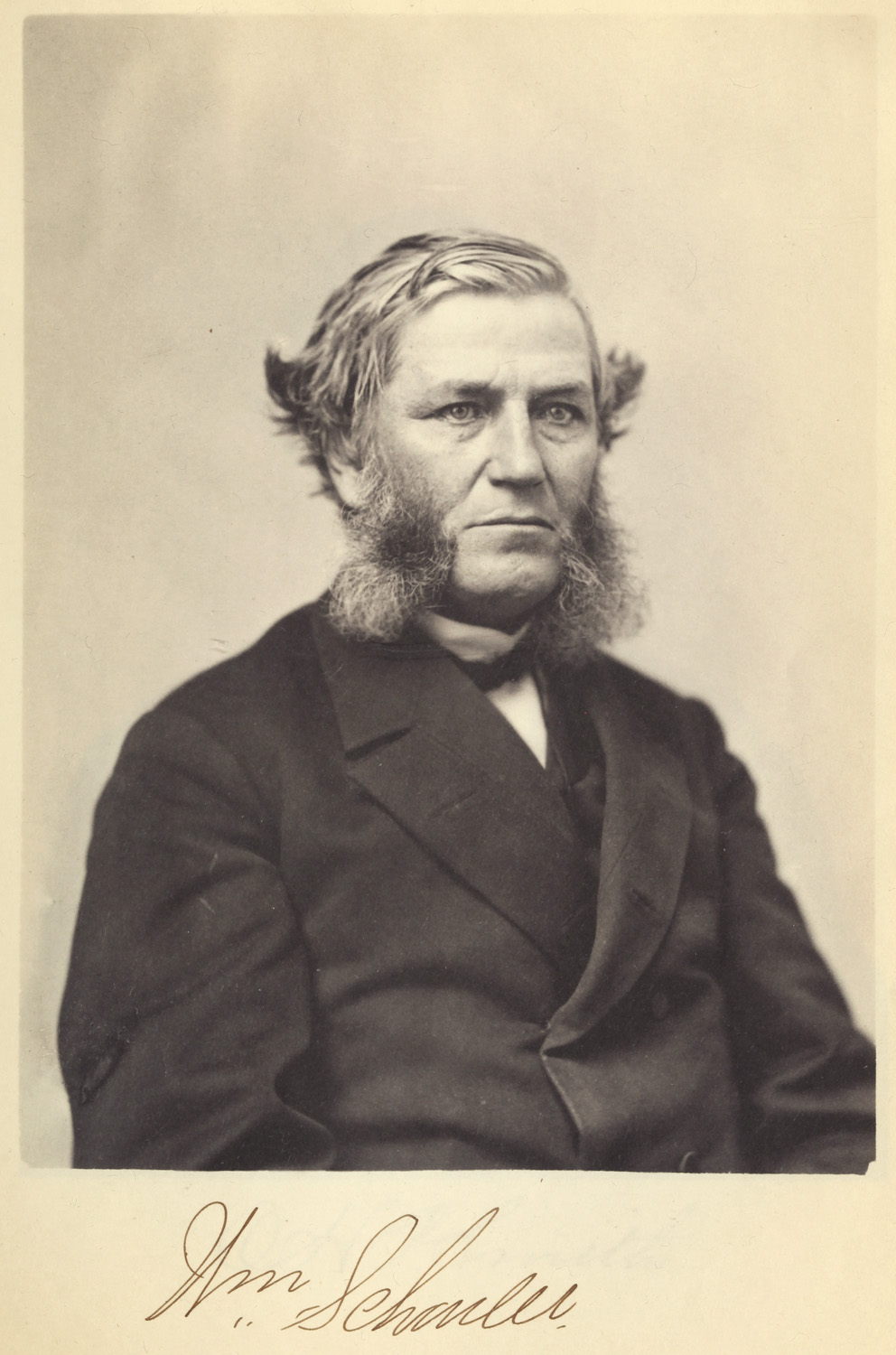
Уильям Шулер, Генерал-Адъютант Массачусетса

Лидия Биксби вышла замуж за сапожника Кромвеля Биксби 26 сентября 1826 года в Хопкинтоне, штат Массачусетс. До смерти Кромвеля в 1854 году у них было по меньшей мере шесть сыновей и три дочери. Незадолго до Гражданской войны семья поселилась в Бостоне.

### Встреча с генерал-адъютантом Шулером
24 сентября 1864 года генерал-адъютант Массачусетса Уильям Шулер написал губернатору Массачусетса Джону Альбиону Эндрю о прошении об увольнении, отправленном Отисом Ньюхоллом, отцом пятерых солдат Союза. В письме Шулер вспоминал, как два года назад они помогли бедной вдове по имени Лидия Биксби навестить сына, который был пациентом армейского госпиталя. Примерно за десять дней до этого Биксби пришла в офис Шулера и заявила, что пятеро её сыновей погибли, сражаясь за Союз. Губернатор Эндрю направил запрос Ньюхолла в военное министерство США с просьбой президента отдать дань уважения Биксби своим письмом.
В ответ на запрос военного министерства от 1 октября Шулер шесть дней спустя отправил курьера в дом Биксби, чтобы узнать имена и подразделения её сыновей. 12 октября он направил доклад в военное министерство, который был передан президенту Линкольну военным министром Эдвином Стентоном вскоре после 28 октября.
21 ноября и «Boston Evening Traveller», и Бостонская вечерняя газета опубликовали обращение Шулера о пожертвованиях на помощь семьям солдат в день благодарения, в котором упоминалась вдова, потерявшая на войне пятерых сыновей. Шулер отдал часть пожертвований Биксби, а затем посетил её дом в день благодарения, 24 ноября. Письмо от президента пришло в офис Шулера на следующее утро.

### Военная летопись сыновей Биксби

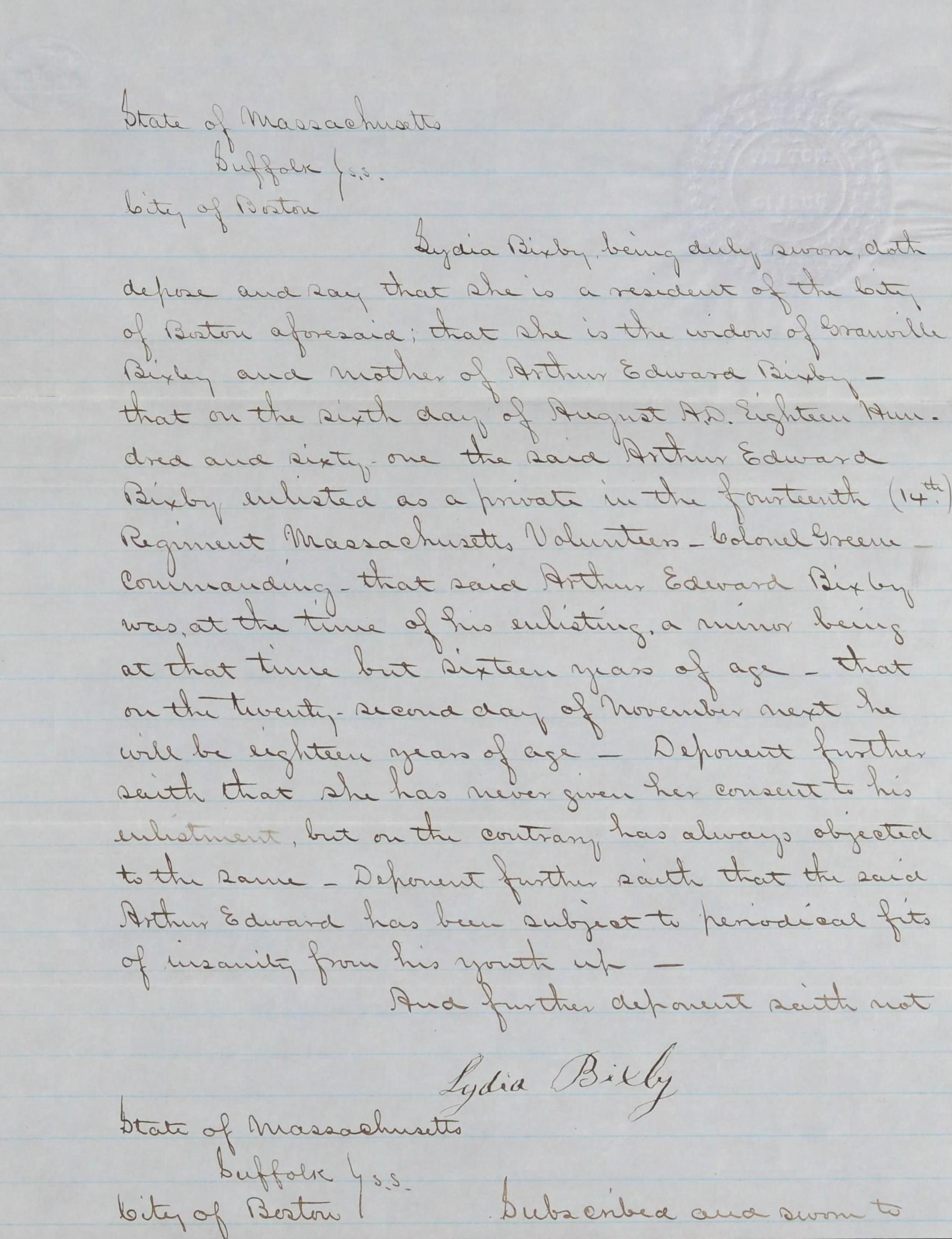
Показания Лидии под присягой об освобождении её сына Эдварда

- Рядовой Артур Эдвард Биксби (известный как «Эдвард») — рота C, 1-я Массачусетская тяжелая артиллерия (зачислен 24 июня 1861 года). Дезертировал из Ричардсона, штат Виргиния, 28 мая 1862 года[11]. Пытаясь добиться для него увольнения, его мать подала письменное показание под присягой 17 октября 1862 года, в котором утверждалось, что Эдвард был завербован ещё несовершеннолетним без её разрешения[12]. Родился 13 июля 1843 года в Хопкинтоне, штат Массачусетс. После войны вернулся в Бостон[13].
- Сержант Чарльз Биксби — рота Д, 20-й Массачусетский пехотный полк (служил с 18 июля 1861 года по 3 мая 1863 года). Убит в бою под Фредериксбергом. Родился около 1841 года в Хопкинтоне, штат Массачусетс[14][15].
- Капрал Генри Кромвель Биксби — 1-й рядовой, рота G, 20-й Массачусетский пехотный полк (служил с 18 июля 1861 года по 29 мая 1862 года)[16][15]. 2-й рядовой, рота К, 32-й Массачусетский пехотный полк (служил с 5 августа 1862 года по 17 декабря 1864 года). Захвачен в Геттисберге и отправлен в Ричмонд, штат Виргиния. Условно освобожден 7 марта 1864 года в городе Сити-Пойнт, штат Виргиния[14][17]. Родился 30 марта 1830 года в Хопкинтоне, штат Массачусетс. Умер 8 ноября 1871 года в Милфорде, штат Массачусетс[18], от туберкулёза, которым он заразился, будучи солдатом[19][20].
- Рядовой Оливер Кромвель Биксби-младший — рота Е, 58-й Массачусетский пехотный полк (служил с 26 февраля 1864 года по 30 июля 1864 года). Ранен в Спотсильвании 12 мая 1864 года. Убит в бою под Петерсбергом, штат Виргиния. Родился 1 февраля 1828 года в Хопкинтоне, штат Массачусетс[21][11].
- Рядовой Джордж Уэй Биксби — рота Б, 56-й Массачусетский пехотный полк. Завербовался под именем «Джордж Уэй», очевидно, чтобы скрыть свою вербовку от жены. Захвачен в Петерсберге 30 июля 1864 года. Сначала он содержался в заключении в Ричмонде, но затем был переведен в тюрьму Солсбери в Северной Каролине и прибыл туда 9 октября 1864 года. Его дальнейшая судьба остается неизвестной. Военные архивы сообщают противоречивые сведения о том, что он либо погиб в Солсбери, либо дезертировал в армию Конфедерации[b][23][24]. Родился 22 июня 1836 года в Хопкинтоне, штат Массачусетс[13].

В рапорте Шулера военному министерству ошибочно указывалось, что Эдвард служил в 22-м Массачусетском пехотном полку и умер от ран на острове Фолли в Южной Каролине. Биксби, возможно, пыталась скрыть из-за надежды на дальнейшую финансовую помощь дезертирство Эдварда в 1862 году (она получала пенсию за каждого сына).

### Вопросы характера
Лидия Биксби умерла в Бостоне 27 октября 1878 года, в Массачусетской больнице общего профиля. В своем первом письме губернатору Эндрю Шулер назвал Биксби «лучшим образцом искренней женщины из Союза, которую я когда-либо видел», но в последующие годы после её смерти её характер и преданность были поставлены под сомнение.
В письме к своей дочери в 1904 году Бостонская светская львица Сара Кэбот Уилрайт утверждала, что она встречалась и оказывала благотворительную помощь Лидии Биксби во время войны, надеясь, что один из её сыновей, находившийся в Бостоне в отпуске, поможет доставить посылки военнопленным Союза; но позже до неё дошли слухи, что Биксби «держал публичный дом, был совершенно ненадёжен и настолько плох, насколько это было возможно».
В 1920-х годах Линкольнский ученый Уильям Бартон брал интервью у старейших жителей Хопкинтона, штат Массачусетс, чтобы узнать их воспоминания о семье Биксби, прежде чем она переехала в Бостон. Они вспоминали, что её сыновья были «жёсткими», «некоторые из них, слишком любящие выпить». Один сын, возможно, «отбывал тюремное заключение за какой-то проступок».

## Копии

### Оригинал

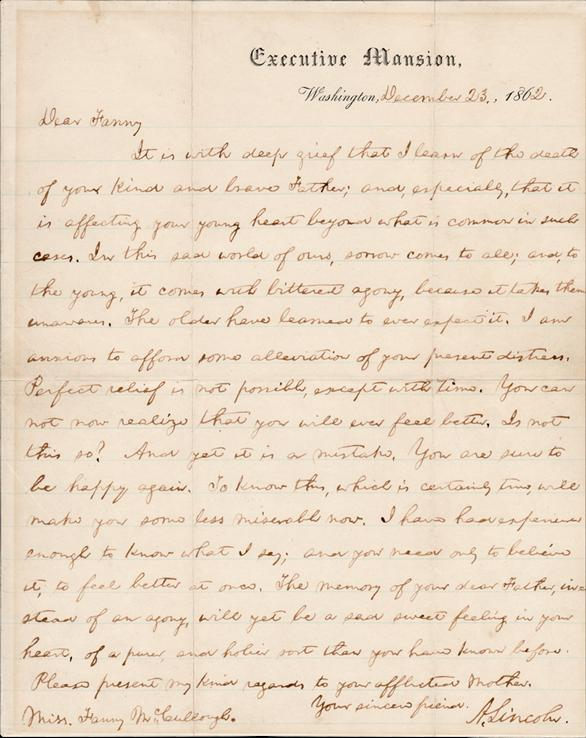
Аналогичное письмо Линкольн отправил Фанни Маккалоу в 1862 году

Судьба оригинала письма, переданного Биксби, неизвестна. Сын Оливера, сказал газете «Нью-Йорк Таймс» в интервью от 9 августа 1925 года, что он не знает, что случилось с письмом после того, как его получила бабушка, хотя он сомневается, что оно все ещё сохранилось. Через несколько дней сестра Уильяма Элизабет сообщила газете «Бостон Геральд», что она тоже не знает о судьбе письма, но предположила, что Биксби, возможно, разорвала его, возмущаясь тем, что в нём неверно сказано, что пятеро её сыновей были убиты. Сын Уильяма, Артур Марч Биксби, рассказывал газете «Нью-Йорк Сан» в 1949 году, что он помнит, как его отец сказал ему, что она сердито уничтожила письмо, получив его.